# پناهگاه حیات وحش سفیدکوه
پناهگاه حیات وحش سفیدکوه یک پناهگاه حیات وحش با مساحت ۲۴۷۶۲ هکتار است که در استان لرستان در ایران قرار دارد. این پناهگاه حیات وحش طبق مصوبهٔ شمارهٔ ۶۲۴ در تاریخ ۹۹/۱۱/۰۶ در فهرست مناطق تحت حفاظت سازمان محیط زیست ایران قرار گرفت.